# 斯特爾米洛夫
斯特爾米洛夫是捷克的城鎮，位於該國南部，距離因德日赫城堡15公里，由南波希米亞州負責管轄，面積30.58平方公里，海拔高度545米，2011年人口1,456。

## 外部連結
- Official website （页面存档备份，存于） （捷克文）